# Championnat de Finlande de football 1982
Navigation
Saison précédente Saison suivante
La saison 1982 du Championnat de Finlande de football était la 53e édition de la première division finlandaise à poule unique, la Mestaruussarja. Les douze meilleurs clubs du pays jouent les uns contre les autres à deux reprises durant la saison, à domicile et à l'extérieur. À la fin de cette première phase, les 8 premiers se rencontrent une fois au sein de la poule pour le titre, tandis que les 4 derniers affrontent les 4 meilleurs clubs de D2 au sein d'une poule de promotion-relégation, qui voit les 4 premiers rejoindre l'élite.
Le club de Kuusysi Lahti continue son irrésistible ascension. Après une montée en première division la saison dernière en terminant en tête de la poule de promotion-relégation et une finale de Coupe de Finlande perdue face au champion, le HJK Helsinki, le club de Lahti remporte le championnat cette année, en terminant en tête de la poule pour le titre, avec 2 points d'avance sur le tenant, le HJK Helsinki et le Haka Valkeakoski. Le titre s'est joué lors de la 2e phase puisque le Kuusysi n'a terminé qu'à la 6e place lors de la première phase. C'est le tout premier titre de champion de Finlande de l'histoire du club.

## Les 12 clubs participants
| - Ilves Tampere - Sepsi-78 Seinäjoki - Elo Kuopio - Promu de Ykkonen - Koparit Kuopio - Haka Valkeakoski - OPS Oulu | - HJK Helsinki - Kuusysi Lahti - Promu de Ykkonen - KTP Kotka - TPS Turku - KuPS Kuopio - KPV Kokkola - Promu de Ykkonen |

## Compétition
Le barème de points servant à établir les classements se décompose ainsi :
- Victoire : 2 points
- Match nul : 1 point
- Défaite : 0 point

### Première phase
| Rang | Équipe             | Pts | J  | G  | N  | P  | Bp | Bc | Diff |
| ---- | ------------------ | --- | -- | -- | -- | -- | -- | -- | ---- |
| 1    | TPS Turku          | 29  | 22 | 11 | 7  | 4  | 48 | 20 | +28  |
| 2    | Koparit Kuopio     | 29  | 22 | 11 | 7  | 4  | 41 | 22 | +19  |
| 3    | Haka Valkeakoski   | 28  | 22 | 9  | 10 | 3  | 45 | 31 | +14  |
| 4    | Ilves Tampere      | 26  | 22 | 10 | 6  | 6  | 46 | 38 | +8   |
| 5    | HJK Helsinki T     | 25  | 22 | 11 | 3  | 8  | 53 | 39 | +14  |
| 6    | Kuusysi Lahti P    | 25  | 22 | 11 | 3  | 8  | 36 | 26 | +10  |
| 7    | KPV Kokkola P      | 25  | 22 | 11 | 3  | 8  | 38 | 29 | +9   |
| 8    | KuPS Kuopio        | 21  | 22 | 8  | 5  | 9  | 24 | 41 | -17  |
| 9    | OPS Oulu           | 18  | 22 | 7  | 4  | 11 | 24 | 43 | -19  |
| 10   | Sepsi-78 Reinäjoki | 17  | 22 | 6  | 5  | 11 | 33 | 44 | -11  |
| 11   | KTP Kotka          | 11  | 22 | 4  | 3  | 15 | 29 | 55 | -26  |
| 12   | Elo Kuopio P       | 10  | 22 | 3  | 4  | 15 | 28 | 57 | -29  |

|  | Participation à la poule pour le titre              |
|  | Participation à la poule de promotion-relégation    |
|  | T Tenant du titre P Club promu de deuxième division |

### Seconde phase

#### Poule pour le titre
Les 8 équipes conservent la moitié du total des points (arrondi au supérieur) acquis lors de la première phase.
| Rang | Équipe             | Pts | J  | G  | N | P  | Bp | Bc | Diff |
| ---- | ------------------ | --- | -- | -- | - | -- | -- | -- | ---- |
| 1    | Kuusysi Lahti P    | 24  | 29 | 16 | 4 | 9  | 49 | 30 | +19  |
| 2    | HJK Helsinki T     | 22  | 29 | 15 | 4 | 10 | 62 | 47 | +15  |
| 3    | Haka Valkeakoski C | 22  | 29 | 15 | 6 | 8  | 54 | 34 | +20  |
| 4    | TPS Turku          | 21  | 29 | 14 | 7 | 8  | 64 | 32 | +32  |
| 5    | Koparit Kuopio     | 21  | 29 | 13 | 9 | 7  | 51 | 30 | +21  |
| 6    | KPV Kokkola P      | 19  | 29 | 14 | 3 | 12 | 49 | 44 | +5   |
| 7    | Ilves Tampere      | 18  | 29 | 12 | 7 | 10 | 56 | 57 | -1   |
| 8    | KuPS Kuopio        | 16  | 29 | 9  | 8 | 12 | 31 | 51 | -20  |

|  | Qualification pour la Coupe d'Europe des clubs champions 1983-1984       |
|  | Qualification pour la Coupe des Coupes 1983-1984                         |
|  | Qualification pour la Coupe UEFA 1983-1984                               |
|  | T Tenant du titre C Vainqueur de la Coupe de Finlande P Promu de Ykkonen |

#### Poule de promotion-relégation
Les 8 équipes reçoivent un bonus en fonction de leur classement en D1 ou D2. Les clubs d'Ykkonen sont indiqués en italique.
| Rang | Équipe                | Pts | J | G | N | P | Bp | Bc | Diff |
| ---- | --------------------- | --- | - | - | - | - | -- | -- | ---- |
| 1    | RoPS Rovaniemi +3     | 15  | 7 | 6 | 0 | 1 | 12 | 4  | +8   |
| 2    | Reipas Lahti +4       | 14  | 7 | 5 | 0 | 2 | 10 | 11 | -1   |
| 3    | KTP Kotka +2          | 13  | 7 | 5 | 1 | 1 | 16 | 6  | +10  |
| 4    | OPS Oulu +4           | 13  | 7 | 3 | 3 | 1 | 13 | 5  | +8   |
| 5    | MP Mikkeli +2         | 8   | 7 | 2 | 2 | 3 | 11 | 9  | +2   |
| 6    | Sepsi-78 Reinäjoki +3 | 7   | 7 | 1 | 2 | 4 | 10 | 14 | -4   |
| 7    | Elo Kuopio +1         | 4   | 7 | 1 | 1 | 5 | 11 | 21 | -10  |
| 8    | FinnPa Helsinki +1    | 2   | 7 | 0 | 1 | 6 | 3  | 16 | -13  |

|  | Promotion en Mestaruussarja     |
|  | Relégation en deuxième division |

## Bilan de la saison
| Championnat de Finlande de football 1982                  |                           |
| Champion                                                  | Kuusysi Lahti (1er titre) |
| Coupes et trophées                                        |                           |
| Vainqueur de la Coupe de Finlande 1982                    | Haka Valkeakoski          |
| Qualifications continentales                              |                           |
| Coupe d'Europe des clubs champions 1983-1984 Premier tour | Kuusysi Lahti             |
| Coupe des Coupes 1983-1984 Premier tour                   | Haka Valkeakoski          |
| Coupe UEFA 1983-1984 Premier tour                         | HJK Helsinki              |
| Promotions et relégations                                 |                           |
| Promus en Mestaruussarja                                  | RoPS Rovaniemi            |
| Promus en Mestaruussarja                                  | Reipas Lahti              |
| Relégués en Ykkonen                                       | Elo Kuopio                |
| Relégués en Ykkonen                                       | Sepsi-78 Seinäjoki        |